# Vudee
Vudee ist ein Verwaltungsbezirk (Ward) des Distrikts Same in der tansanischen Region Kilimandscharo.

## Geografie
Vudee liegt im Nordosten von Tansania im Südlichen Pare-Gebirge. Die Regionshauptstadt Moshi ist rund 110 Kilometer Luftlinie entfernt im Nordwesten, nach Kenia im Nordosten sind es etwa 40 Kilometer. Das Grenzgebiet im Westen liegt in 100Metger Seehöhe, nach Osten steigt das Land rasch auf über 1500 Meter an.
Der Bezirk grenzt im Norden an Mhezi, im Nordosten an Mshewa, im Osten an Nsindo, im Süden an Chome und im Westen an Bangalala und Mwembe. Bei der Volkszählung 2022 lebten 6114 Menschen in 1436 Haushalten auf einer Fläche von 41,6 Quadratkilometern.

## Gliederung
Der Bezirk besteht aus vier Gemeinden (Mtaa) mit 21 Orten (Kitongoji):

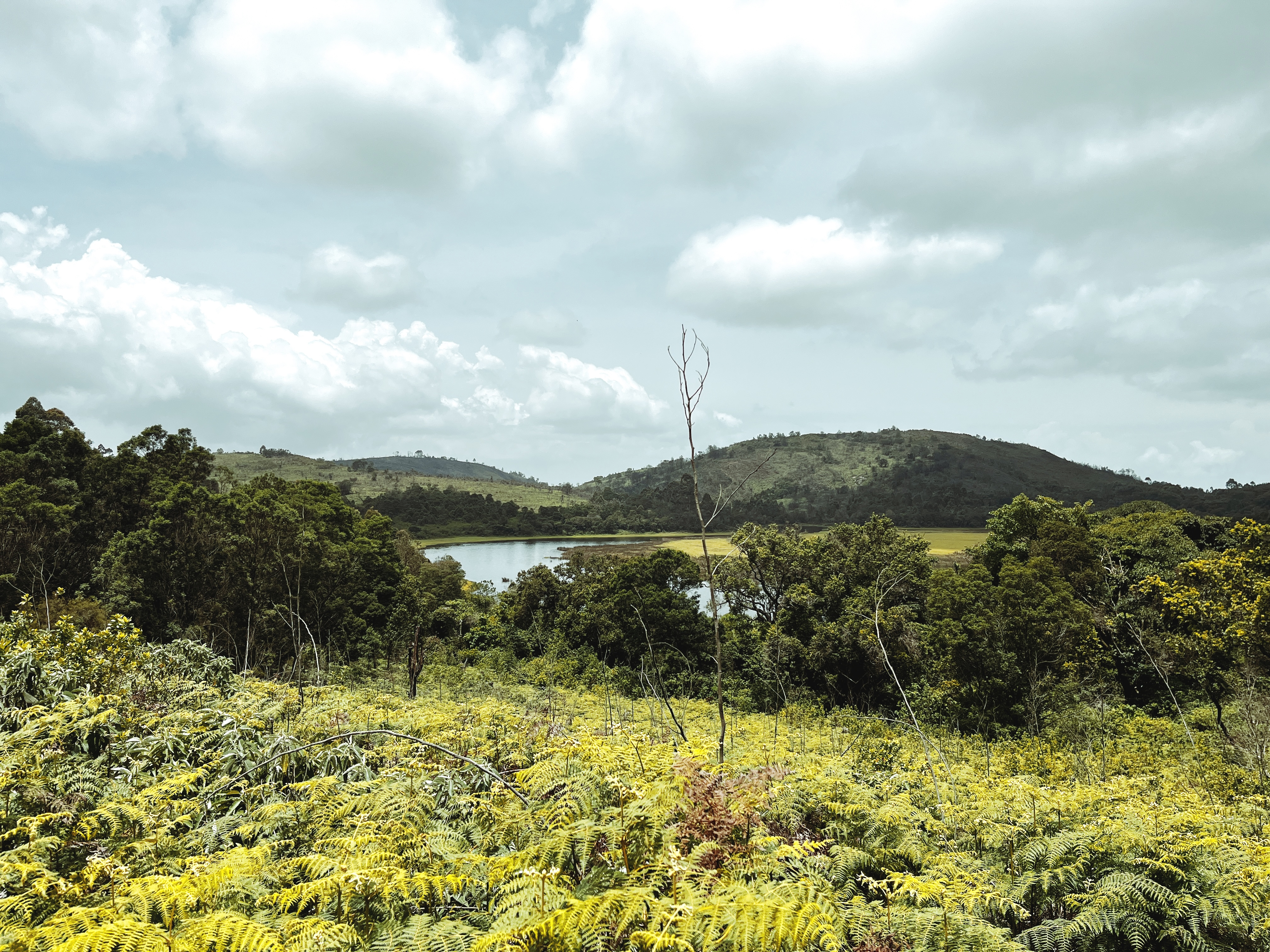
Der See Ranzi

| Vudee - Gonja - Indini - Ibwe La Majia - Makerani - Kisingaji Mgambo - Bureli Ilamba | Kisesa - Kiweni - Kwanamburi - Mwerera - Bureni - Kwakilambo | Ndolwa - Mtwana - Masheko - Mjingo - Kitieni | Menam - Mpongwe A - Mpongwe B - Nzava B - Mpinji - Mitini - Nzava A |

## Wirtschaft und Infrastruktur
- Landwirtschaft: Im Bezirk werden Bananen, Bohnen und Mais angebaut.[8] Die Felder werden über kleine Dämme mit Bewässerungsanlagen mit Wasser versorgt. Die Wasserverteilungsvereinbarungen zwischen den Kleinbauern gehen teilweise bis in die 1940er Jahre zurück.[9]
- Bildung: In Vudee gibt es zwei staatliche weiterführende Schulen, die Vudee Secondary School[10] und die Masheko Secondary School.[11] Beide bilden Mädchen und Burschen bis zur 4. Stufe aus.[12]
- Gesundheit: Die staatliche Apotheke in Ndolwa behandelt Patienten nur ambulant.[13]